# Sailly-en-Ostrevent
Sailly-en-Ostrevent is een gemeente in het Franse departement Pas-de-Calais (regio Hauts-de-France) en telt 671 inwoners (2005). De plaats maakt deel uit van het arrondissement Arras.

## Geografie
De oppervlakte van Sailly-en-Ostrevent bedraagt 7,5 km², de bevolkingsdichtheid is 89,5 inwoners per km².
De onderstaande kaart toont de ligging van Sailly-en-Ostrevent met de belangrijkste infrastructuur en aangrenzende gemeenten.

## Demografie
Onderstaande figuur toont het verloop van het inwonertal (bron: INSEE-tellingen).